# Rochedo de Minas
Rochedo de Minas là một đô thị thuộc bang Minas Gerais, Brasil. Đô thị này có diện tích 79,55 km², dân số năm 2007 là 2036 người, mật độ 25,58 người/km².